# Béla Szabados
Béla Szabados (Békéscsaba, 18 febbraio 1974) è un ex nuotatore ungherese.

## Carriera
Specializzato nello stile libero, si è laureato campione del mondo in vasca corta sui 200m ad Atene 2000.

## Palmarès
- Mondiali in vasca corta

Atene 2000: oro nei 200m stile libero.
- Europei

Atene 1991: bronzo nella 4x100m misti.
Sheffield 1993: argento nella 4x100m misti.
Siviglia 1997: bronzo nei 200m stile libero.
- Universiadi

Catania 1997: oro nei 200m stile libero e argento nei 400m stile libero.

### Coppa del Mondo
- Vincitore della Coppa del Mondo dei 100m sl nel 2000
- Vincitore della Coppa del Mondo dei 200m sl nel 2000